# 1968-as magyar férfi vízilabdakupa
A magyar férfi vízilabdakupa 1968-as kiírását a Szolnoki Dózsa nyerte.

## Selejtezők

### A csoport
| Csapat         | Mérk | Gy | D | V | G+ | G- | +/- | P |
| -------------- | ---- | -- | - | - | -- | -- | --- | - |
| Szolnoki Dózsa | 3    | 3  | 0 | 0 | 26 | 5  | +21 | 6 |
| BVSC           | 3    | 2  | 0 | 1 | 17 | 19 | –2  | 4 |
| MTK            | 3    | 1  | 0 | 2 | 8  | 15 | –7  | 2 |
| Ceglédi VSE    | 3    | 0  | 0 | 3 | 13 | 25 | –12 | 0 |

|                | Szolnok | BVSC | 0MTK0 | Cegléd |
| -------------- | ------- | ---- | ----- | ------ |
| Szolnoki Dózsa | –       | 8–3  | 7–0   | 11–2   |
| BVSC           | 3–8     | –    | 5–3   | 9–8    |
| MTK            | 0–7     | 3–5  | –     | 5–3    |
| Ceglédi VSE    | 2–11    | 8–9  | 3–5   | –      |

### B csoport
| Csapat           | Mérk | Gy | D | V | G+ | G- | +/- | P |
| ---------------- | ---- | -- | - | - | -- | -- | --- | - |
| Bp. Honvéd       | 3    | 3  | 0 | 0 | 15 | 7  | +8  | 6 |
| Egri Dózsa       | 3    | 2  | 0 | 1 | 16 | 9  | +7  | 4 |
| Vasas Izzó       | 3    | 1  | 0 | 2 | 15 | 15 | 0   | 2 |
| Városi Tanács SK | 3    | 0  | 0 | 3 | 4  | 19 | –15 | 0 |

|                  | BHSE | Eger | Izzó | VTSK |
| ---------------- | ---- | ---- | ---- | ---- |
| Bp. Honvéd       | –    | 4–2  | 5–4  | 6–1  |
| Egri Dózsa       | 2–4  | –    | 7–5  | 7–0  |
| Vasas Izzó       | 4–5  | 5–7  | –    | 6–3  |
| Városi Tanács SK | 1–6  | 0–7  | 3–6  | –    |

### C csoport
| Csapat           | Mérk | Gy | D | V | G+ | G- | +/- | P |
| ---------------- | ---- | -- | - | - | -- | -- | --- | - |
| Ferencvárosi TC  | 3    | 3  | 0 | 0 | 20 | 7  | +13 | 6 |
| Újpesti Dózsa    | 3    | 2  | 0 | 1 | 16 | 10 | +6  | 4 |
| Vasas SC         | 3    | 1  | 0 | 2 | 12 | 10 | +2  | 2 |
| Bp. Vörös Meteor | 3    | 0  | 0 | 3 | 5  | 26 | –21 | 0 |

|                  | 0FTC0 | Újpest | Vasas | Meteor |
| ---------------- | ----- | ------ | ----- | ------ |
| Ferencvárosi TC  | –     | 4–2    | 4–3   | 12–2   |
| Újpesti Dózsa    | 2–4   | –      | 5–4   | 9–2    |
| Vasas SC         | 3–4   | 4–5    | –     | 5–1    |
| Bp. Vörös Meteor | 2–12  | 2–9    | 1–5   | –      |

### D csoport
| Csapat          | Mérk | Gy | D | V | G+ | G- | +/- | P |
| --------------- | ---- | -- | - | - | -- | -- | --- | - |
| Orvosegyetem SC | 2    | 2  | 0 | 0 | 14 | 5  | +9  | 4 |
| Bp. Spartacus   | 2    | 1  | 0 | 1 | 11 | 11 | 0   | 2 |
| MAFC            | 2    | 0  | 0 | 2 | 7  | 16 | –9  | 0 |

|                 | 0OSC0 | Bp. Sp. | MAFC |
| --------------- | ----- | ------- | ---- |
| Orvosegyetem SC | –     | 6–3     | 8–2  |
| Bp. Spartacus   | 3–6   | –       | 8–5  |
| MAFC            | 2–8   | 5–8     | –    |

- A Tatabányai Bányász visszalépett.

## Elődöntők
A csapatok a selejtezőből az egymás elleni eredményeket magukkal hozták.

### E csoport
| Csapat         | Mérk | Gy | D | V | G+ | G- | +/- | P |
| -------------- | ---- | -- | - | - | -- | -- | --- | - |
| Szolnoki Dózsa | 3    | 3  | 0 | 0 | 22 | 11 | +11 | 6 |
| Bp. Honvéd     | 3    | 1  | 0 | 2 | 11 | 13 | –2  | 2 |
| Egri Dózsa     | 3    | 1  | 0 | 2 | 10 | 12 | –2  | 2 |
| BVSC           | 3    | 1  | 0 | 2 | 8  | 15 | –7  | 2 |

|                | Szolnok | BHSE | Eger | BVSC |
| -------------- | ------- | ---- | ---- | ---- |
| Szolnoki Dózsa | –       | 7–4  | 7–4  | 8–3  |
| Bp. Honvéd     | 4–7     | –    | 4–2  | 3–4  |
| Egri Dózsa     | 4–7     | 2–4  | –    | 4–1  |
| BVSC           | 3–8     | 4–3  | 1–4  | –    |

### F csoport
| Csapat          | Mérk | Gy | D | V | G+ | G- | +/- | P |
| --------------- | ---- | -- | - | - | -- | -- | --- | - |
| Orvosegyetem SC | 3    | 3  | 0 | 0 | 17 | 8  | +9  | 6 |
| Újpesti Dózsa   | 3    | 1  | 0 | 2 | 14 | 15 | –1  | 2 |
| Ferencvárosi TC | 3    | 1  | 0 | 2 | 8  | 10 | –2  | 2 |
| Bp. Spartacus   | 3    | 1  | 0 | 2 | 11 | 17 | –6  | 2 |

|                 | Bp. Spar | BHSE | 0OSC0 | Eger |
| --------------- | -------- | ---- | ----- | ---- |
| Orvosegyetem SC | –        | 6–3  | 5–2   | 6–3  |
| Újpesti Dózsa   | 3–6      | –    | 2–4   | 9–5  |
| Ferencvárosi TC | 2–5      | 4–2  | –     | 2–3  |
| Bp. Spartacus   | 3–6      | 5–9  | 3–2   | –    |

## Döntő
A csapatok az elődöntőből az egymás elleni eredményeket magukkal hozták.
| Csapat          | Mérk | Gy | D | V | G+ | G- | +/- | P |
| --------------- | ---- | -- | - | - | -- | -- | --- | - |
| Szolnoki Dózsa  | 3    | 3  | 0 | 0 | 21 | 16 | +5  | 6 |
| Orvosegyetem SC | 3    | 2  | 0 | 1 | 21 | 16 | +5  | 4 |
| Újpesti Dózsa   | 3    | 1  | 0 | 2 | 10 | 13 | –3  | 2 |
| Bp. Honvéd      | 3    | 0  | 0 | 3 | 10 | 17 | –7  | 0 |

|                 | Szolnok | 0OSC0 | Újpest | BHSE |
| --------------- | ------- | ----- | ------ | ---- |
| Szolnoki Dózsa  | –       | 9–8   | 5–4    | 7–4  |
| Orvosegyetem SC | 8–9     | –     | 6–3    | 7–4  |
| Újpesti Dózsa   | 4–5     | 3–6   | –      | 3–2  |
| Bp. Honvéd      | 4–7     | 4–7   | 2–3    | –    |

A Szolnok játékosai: Cservenyák Tibor, Pintér István, Koncz István, Urbán Lajos, Borzi Miklós, Kanizsa Tivadar, Vezsenyi Péter, Szabó János, Kádár György, Kulcsár Tamás, Edző: Kanizsa Tivadar